# Dzjelo
Dzjelo (ili dzelo, zelo; stsl. Ʒĕlo) je naziv za slovo glagoljice i stare ćirilice. 
Koristilo se za zapis glasa /Ʒ/ (tj. dz), te kao broj 8. U hrvatskom je taj glas rano prešao u /z/.
Standard Unicode i HTML ovako predstavljaju slovo dzjelo u glagoljici:
|                     | Unikod | Unikod                          | HTML     | HTML | izgled ovisi o pregledniku | poveznice (engl.)                |
| k. točka            | naziv  | kod                             | entitet  |      | izgled ovisi o pregledniku | poveznice (engl.)                |
| ------------------- | ------ | ------------------------------- | -------- | ---- | -------------------------- | -------------------------------- |
| veliko slovo dzjelo | U+2C07 | GLAGOLITIC CAPITAL LETTER DZELO | &#x2C07; | nema | Ⰷ                          | detaljni podaci test preglednika |
| malo slovo dzjelo   | U+2C37 | GLAGOLITIC SMALL LETTER DZELO   | &#x2C37; | nema | ⰷ                          | detaljni podaci test preglednika |

## Napomene
1. ↑  Nazivi glagoljskih slova izvorno su na staroslavenskome, koji ima neke glasove kojih u hrvatskome nema. Prilagodba originalnih naziva na hrvatski nije jednoznačna. Nazivi ovdje su prema tablici u Hrvatskoj općoj enciklopediji, svezak 4, »Glagoljica«, s tim da se nazalni glasovi ę i ǫ, koji se u enciklopediji bilježe kao en i on, zamjenjuju s e i u, što su najčešći odrazi tih glasova u hrvatskom (stsl. imę, rǫka prema hrv. ime, ruka). To donekle odstupa od uvriježenih naziva u dijelu literature.

## Vanjske poveznice
- Definicija glagoljice u standardu Unicode (PDF) (eng.)
- Stranica R. M. Cleminsona, s koje se može instalirati font Dilyana koji sadrži glagoljicu po standardu Unicode (eng.)